# تركي الفيصل بن عبد العزيز آل سعود
تركي بن فيصل بن عبد العزيز آل سعود (المولود في 15 فبراير من عام 1945، بمدينة مكة المكرمة)، أمير من العائلة المالكة آل سعود وابن الملك فيصل بن عبد العزيز آل سعود ملك المملكة العربية السعودية وحفيد الملك عبد العزيز بن عبد الرحمن آل سعود، كان سابقاً رئيس الاستخبارات العامة السعودية بمرتبة وزير بين عامي 1977–2001م، وفي عهد الملك فهد بن عبد العزيز آل سعود أصبح سفيراً للمملكة العربية السعودية في بريطانيا حتى عام 2005م، ثم عين في عهد الملك عبد الله بن عبد العزيز آل سعود سفيراً للمملكة العربية السعودية لدى الولايات المتحدة الأمريكية حتى أعفي من منصبه في 29 يناير عام 2007 وعين بدلا عنه الدبلوماسي السعودي عادل بن أحمد الجبير. وهو الابن الأصغر للملك فيصل بن عبد العزيز آل سعود من زوجته الملكة عفت الثنيان آل سعود.

## نشأته وتعليمه
تلقى الأمير تركي بن فيصل بن عبد العزيز آل سعود تعليمه الابتدائي والمتوسط في مدينة الطائف بـ منطقة مكة المكرمة بمدرسة الأمراء بقصر والده فيصل بن عبد العزيز آل سعود، ثم التحق بمدرسة لورنسفيل الراقية الخاصة في ولاية نيوجيرسي الأميركية وأنهى فيها تعليمه الثانوي متخرجاً عام 1963. ومن ثم دخل جامعة جورج تاون في العاصمة الأميركية واشنطن. كان يرى نفسه مهندساً معمارياً ولكن لم يوفق، وغير دراسته ومن ثم حصل على بكالوريس آداب في العام 1968.

## الحياة السياسية
في عام 1973 عين مستشاراً خاصا لوالده الملك فيصل بن عبد العزيز آل سعود بالديوان الملكي السعودي، ثم رئيساً للاستخبارات العامة السعودية في عام 1977، وظل في هذا المنصب حتى عام 2001، ثم عين في عهد الملك فهد سفيراً للمملكة العربية السعودية لدى المملكة المتحدة البريطانية وذلك بعد إعفاء غازي القصيبي من منصبه، ثم أصبح في عام 2005، سفيراً للمملكة العربية السعودية لدى الولايات المتحدة الأمريكية خلفا لابن عمه صاحب السمو الملكي الأمير بندر بن سلطان بن عبدالعزيز آل سعود الذي ظل سفيراً منذ أن عينه الملك فهد بن عبدالعزيز آل سعود عام 1983، وقد أعفي من منصبه كسفير للمملكة العربية السعودية لدى واشنطن في فبراير عام 2007.
وسبق للأمير تركي الفيصل أن زامل الرئيس الأميركي السابق بيل كلينتون خلال فترة دراسته الجامعية، وكان وثيق الصلة بعلاقات العمل والتعاون مع واشنطن خلال فترة رئاسته جهاز الاستخبارات العامة السعودية أقام علاقات وثيقة بوكالة الاستخبارات الأمريكية CIA. ويُعرف عن الأمير تركي الفيصل ثقافته السياسية العامة الواسعة ونشاطه الواسع ومشاركاته العديدة على الصعيدين الثقافي والاجتماعي. وهو أحد مؤسسي «مؤسسة الملك فيصل الخيرية»، كما أنه رئيس مجلس إدارة مركز الملك فيصل للبحوث الدراسات الإسلامية. وعلى الجانب البريطاني يشغل الأمير تركي منصب رئيس مجلس إدارة مركز الأمير تشارلز للفنون الإسلامية والتقليدية، بجانب كونه رئيساً مشاركاً في «مجموعة سي 100» المتصلة بالمنتدى الاقتصادي العالمي منذ عام 2003. كما أنه المسؤول الأول عن المعارض التعريفية والتوثيقية عن والده الملك فيصل بن عبد العزيز آل سعود والذي جاء باسم «الفيصل .. شاهد وشهيد».

## أسرته
متزوج من الأميرة نوف بنت فهد بن خالد بن محمد بن عبد الرحمن بن فيصل آل سعود حفيدة الأميرة نورة بنت عبد العزيز الأولى.
أبناؤه:
- الأمير فيصل بن تركي بن فيصل بن عبد العزيز آل سعود متزوج من سارة بنت سعد بن فيصل بن عبد العزيز آل سعود ولهم من الأبناء الأمير منصور ، الأميرة مايا ، الأمير حصة.
- الأمير عبد العزيز بن تركي بن فيصل بن عبد العزيز آل سعود[1]
- الأمير سعود بن تركي بن فيصل بن عبد العزيز آل سعود متزوج من الأميرة سارة النويصر ولهم الأميرة لولوة .
- الأميرة مشاعل بنت تركي بن فيصل بن عبد العزيز آل سعود
- الأميرة نورة بنت تركي بن فيصل بن عبد العزيز آل سعود
- الأميرة موضي بنت تركي بن فيصل بن عبد العزيز آل سعود كانت متزوجة من الأمير عبدالله بن فهد بن عبدالله بن محمد آل سعود ولها من الأبناء الأمير فيصل.
- الأميرة هيفاء بنت تركي بن فيصل بن عبد العزيز آل سعود
- الأميرة لولو بنت تركي بن فيصل بن عبد العزيز آل سعود

## المؤلفات
- كتاب (الملف الأفغاني). صدر عام 2021م.

## وصلات خارجية
| سبقه عمر شمس                             | رئيس الاستخبارات العامة 1397 هـ – 1420 هـ                       | تبعه نواف بن عبد العزيز آل سعود |
| سبقه بندر بن سلطان بن عبد العزيز آل سعود | سفير الـسعودية لدى الولايات المتحدة الأمريكية 1426 هـ – 1428 هـ | تبعه عادل بن أحمد الجبير        |